# Jules Grévy
François Paul Jules Grévy (Mont-sous-Vaudrey, Jura, Franc Comtat, 15 d'agost, 1807 - 9 de setembre, 1891) fou president de la Tercera República Francesa del 1879 al 1887.
Membre d'una família republicana, va estudiar dret i es va establir com a advocat a París el 1836. Durant la Revolució del 1848 fou comissari de la república i després diputat per al departament del Jura. Va proposar que el càrrec de president de la república no fos escollit per vot popular, sinó nomenat per l'Assemblea Nacional, per tal d'evitar que Lluís Napoleó Bonaparte (després Napoleó III) es pogués proclamar emperador per vot popular. Això li va fer guanyar fama de sagacitat política, de manera que, quan tornà a la política el 1868, assolí càrrecs importants en el partit republicà.
Quan va caure Napoleó III i es proclamà la Tercera República Francesa, fou nomenat president de l'Assemblea Nacional (1871-1876), fins que va dimitir com a protesta per la política en favor de la dreta que duia a terme el president. Quan Patrice Mac-Mahon, duc de Magenta va dimitir el 1879, fou elegit president per la unanimitat de tots els partits republicans. Va decretar una llarga amnistia que va allibarar els condemnats dels fets de la Comuna de París del 1871. Durant el seu mandat va guanyar fama de persona de reputació incontestable, però quan fou escollit per a un segon terme el 1885 va sortir a la llum un escàndol per tràfic de condecoracions del seu gendre Daniel Wilson (emparentat amb Jules Ferry). Tot i que no en fou acusat públicament dels fets, es va produir una forta agitació popular i l'Assemblea Nacional el va obligar a dimitir el 1887. Fou substituït per Marie François Sadi Carnot. Es va retirar al seu poble natal, on va morir el 1891.

## Reconeixement
La zebra de Grévy (Equus grevyi) va rebre el nom específic en el seu honor.